# クロム酸ナトリウム
クロム酸ナトリウム（sodium chromate）は、石油産業では腐食防止剤、織物産業では染色補助剤、さらに木材の防腐剤として用いられる黄色の固体である。医学においては放射性同位体のCr51で標識したクロム酸ナトリウムが循環血液量・赤血球量の測定、赤血球の寿命測定（推定）に使用される。

## 合成法と性質
二クロム酸ナトリウムと水酸化ナトリウムとの反応で得ることができる。
{\displaystyle {\ce {Na2Cr2O7\ + 2NaOH\ -> 2Na2CrO4\ + H2O}}}
また、酸化クロム(III)と炭酸ナトリウムの混合物を酸素の存在下で強熱しても得られる。
{\displaystyle {\ce {Cr2O3\ +2Na2CO3\ +{\tfrac {3}{2}}O2->2Na2CrO4\ +2CO2}}}
吸湿性であり、四、六、十水和物を形成する。クロム酸ナトリウムは他の六価クロム化合物と同じく発癌性を持つ。強力な酸化剤であり、水に溶けて、弱塩基性溶液となる。

## 安全性
労働安全衛生法では「クロム酸およびその塩」として、第2類特定化学物質に指定されている。